# General der Infanterie (Dienststellung, Wehrmacht)
Der General der Infanterie war die Bezeichnung einer Dienststellung der Wehrmacht und bestand von Oktober 1939 bis Kriegsende.

## Geschichte der Dienststelle
Der General der Infanterie beim ObdH (Gen d Inf b ObdH) wurde am 10. Oktober 1939 eingerichtet mit der Aufgabe als Berater des Oberbefehlshabers des Heeres (ObdH) in allen Fragen seiner Waffen. Ab 1943 war er beim Chef des Generalstabes des Heeres. Zum 1. April 1943 erfolgte mit der Auflösung der Waffengattung „Schnelle Truppen“ die Übernahme der Zuständigkeit für Radfahr- und Reitereinheiten.
Mit der Rückverlegung nach Berlin am 25. November 1944 erhielt er den Zusatz „im OKH“ und erhielt hier die Inspektion 2 (In 2) unterstellt. Damit wurde er zusätzlich Berater für die Truppen des Feld- aber auch des Ersatzheeres.

## General der Infanterie
- Generalmajor/Generalleutnant Eugen Ott: von der Einrichtung bis März 1941
- unbekannt
- Generalmajor/Generalleutnant Friedrich Herrlein: von Mitte Februar 1942 bis Anfang Oktober 1943
- General der Infanterie Erich Jaschke: von Mitte Oktober 1943 bis Kriegsende

## Chef des Stabes
- Oberst Erich Jaschke: von der Aufstellung bis März 1941, später General der Infanterie
- unbekannt
- Oberst Franz Schlieper: von Mai 1944 bis August 1944
- unbekannt